# Hypoxylon croceum
Hypoxylon croceum är en svampart som beskrevs av J.H. Mill. 1933. Hypoxylon croceum ingår i släktet Hypoxylon och familjen kolkärnsvampar.   Inga underarter finns listade i Catalogue of Life.